# Wolfgang Johannes Bandion

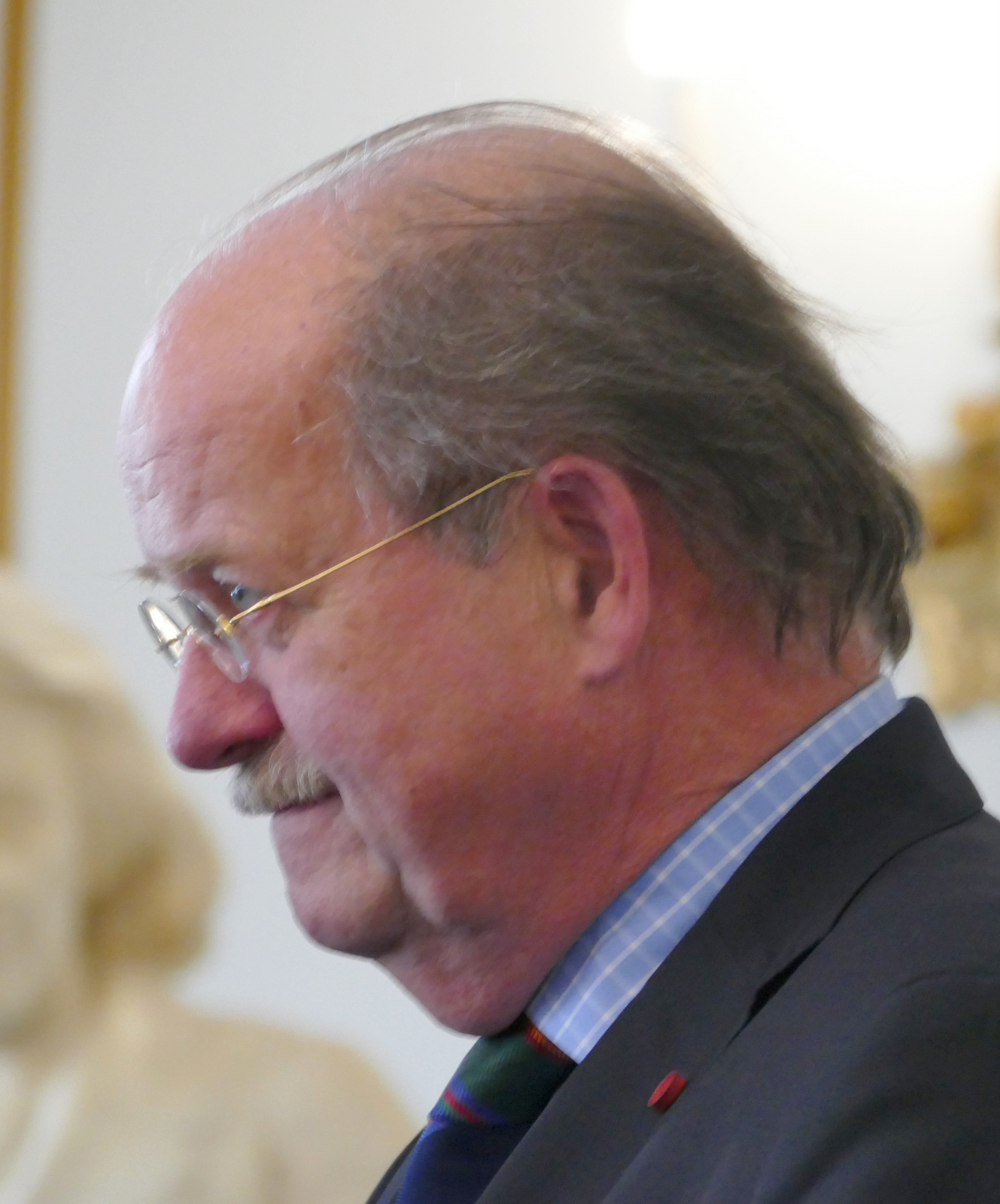
Wolfgang Johannes Bandion

Wolfgang Johannes Bandion, auch Wolfgang J. Bandion (* 1950 in Wien), ist ein österreichischer Historiker.

## Leben
Bandion studierte Geschichte, Philosophie und Kunstgeschichte in Wien und Rom. Seit 1969 ist er in der Volksbildung tätig, publizierte zahlreiche kulturhistorische Aufsätze und war von 1976 bis 1983 Pressereferent des Österreichischen Auslandsstudentendienstes an der Universität Wien. Von 1977 bis 1986 war er Chefredakteur der Zeitschrift „Brief aus Österreich“, die an alle ausländischen Absolventen österreichischer Universitäten und Kunsthochschulen verschickt wird.
Seit 1969 war er in der Wiener Erwachsenenbildung tätig und hielt Vorträge an den Volkshochschulen Wiener Urania, Wien-West und Favoriten. Er führte Tausende von Führungen durch Wiens Innenstadt. Ihn verband eine enge Zusammenarbeit mit Hugo Ellenberger, dem Gründer der Aktion Urlaub in Wien.
Bandion war Professor an der Religionspädagogischen Akademie der Erzdiözese Wien (Leiter des Seminars für Christliche Heimatkunde) und der Universität für angewandte Kunst Wien sowie an der HLA Baden. Bandion war 2004 bis 2008 Präsident der Internationalen Friedrich-Hebbel-Gesellschaft in Wien.

## Wirken
Wolfgang Bandion ist Vorstandsmitglied der Österreichischen Lagergemeinschaft Mauthausen sowie österreichischer Delegierter im Comité International de Mauthausen. 2006 wurde er für seinen Beitrag für das Wiener Kulturleben, insbesondere für sein Engagement als Vorstandsmitglied der Österreichischen Lagergemeinschaft Mauthausen, mit der Ehrenmedaille der Bundeshauptstadt Wien in Silber ausgezeichnet.
Bandion ist Mitglied des Österreichischen P.E.N.-Clubs und Vorstandsmitglied der alten Österreichisch-Mexikanischen Gesellschaft (Organisation der Mexikanischen Tage in den achtziger Jahren in Wien). Seit 1988 ist er Präsident des Clemens-Maria-Hofbauer-Komitees mit dem damaligen Ehrenschutz S.D. Fürst Franz Josef II. von und zu Liechtenstein. Er ist zudem Präsident des Segelclubs Steinwand am Attersee, Oberösterreich und engagiert sich für die Erhaltung traditioneller Holzboote.
Seit 1971 ist Bandion Mitglied der katholischen Studentenverbindungen KaV Norica Wien im ÖCV, seit 1977 Mitglied der Katholischen Österreichischen Landsmannschaft Starhemberg WIEN im KÖL und der KAV Capitolina Rom im CV. Er wurde 2011 vom Ritterorden vom Heiligen Grab zu Jerusalem mit dem Verdienstkreuz al merito geehrt.

## Schriften
- mit Hugo Ellenberger: 16 Spaziergänge durch Wiens Innenstadt. Wien 1984.
- mit Gernot Eder, Karl A. Wucherer-Huldenfeld, Hugo Bogensberger und Wilhelm Zauner:  Versuch, über Gott zu reden. Niederöst. Presse 1987, ISBN 3-85326-831-5.
- Steinerne Zeugen des Glaubens. Die heiligen Stätten der Stadt Wien. Herold, Wien 1989, ISBN 3-7008-0375-3.
- mit Siegfried Goldberger: Die Kaisergruft. Triumph der Vergangenheit. Universitätsverlag, 1990, ISBN 0-423-32980-4.
- Kirche Am Hof-Wien. (= Christliche Kunststätten Österreichs. Nr. 201). Salzburg 1991.
- Kirche St. Jakob-Penzing. (= Christliche Kunststätten Österreichs. Nr. 229). Salzburg 1993.
- Johann Gruber – Mauthausen-Gusen – 7. April 1944. 1995, ISBN 3-85114-206-3.
- Ramacher & Einfalt. Gipfelsturm und Swimmingpool – Magie des Materials. Ausstellungskatalog. blau-gelbe Galerie, Niederösterr. Landesmuseum, Wien 1996.
- mit Sophie Geretsegger und Adolf Frohner: Gewalt Mauthausen: Katalog zur Ausstellung der Meisterklasse für Malerei /Adolf Frohner "Gewalt" in der Gedenkstätte KZ Mauthausen. Bundesministerium für Inneres 1998, ISBN 3-9500867-0-6.
- mit Stephan Hilge und Cathrine Stukhard: Erinnern. (Gedenkbuch über Mauthausen und seine Nebenlager), mit Beiträgen von Bundespräsident Dr. Thomas Klestil, Simon Wiesenthal und Ilse Aichinger. Wien 1998, ISBN 3-9500907-0-3. (deutsch, englisch, französisch, italienisch, russisch)
- mit Bernhard A. Böhler (Hrsg.): Reflexionen Otto Mauer : Entdecker und Förderer der österreichischen Avantgarde nach 1945. Erzbischöfliches Dom- und Diözesanmuseum, Wien 1999, ISBN 3-902034-00-9.
- Kirche St. Barbara-Griechisch-katholische Zentralpfarre. Salzburg 1999.
- 125 Jahre Haus der Barmherzigkeit. Wien 2000.
- Der Erinnerung eine Zukunft geben. Ausstellungskatalog für Havanna, Kuba, Hg. Österr. Lagergemeinschaft Mauthausen, Wien 2002. (deutsch/spanisch)
- Gasper Jemec. Nichts von dir verleugne (Deny Nothing in Yourself, Ne zanikaj nicesar svojega). Ausstellungskatalog. Ljubljana (Laibach) 2002.
- Haus der Barmherzigkeit. Schicksale von Frauen und Kindern im Dritten Reich nach der Enteignung. Wien 2002.
- Andrej Jemec – Licht und Farben der Hoffnung (Svetloba in barve upanja, Light and colors of Hope). Ausstellungskatalog. Ljubljana 2006.
- Um Österreich zu finden. Auslotungen am Wiener Heldenplatz (Finding Austria: Soundings from Vienna’s Heldenplatz, Alla scoperta dell’Austria Heldenplatz: riflessioni in un luogo molto Viennese). Wien 2006.
- Die Apostolische Nuntiatur in Wien. 2., verbesserte  Auflage. Wien 2006.
- 50 Jahre Malteser Hospitaldienst Austria. Wien 2007.
- mit Andreas Pacher: Theresianumgasse 31. Die Apostolische Nuntiatur in Wien. Wien 2018. Mit einem Vorwort des Apostolischen Nuntius Erzbischof Peter Zurbriggen.